# Basmla Elsalamoney
Basmla Abdelhamid Abdelhamid Elsalamoney (en arabe : بسملة عبد الحميد عبدالحميد السلاموني), née le 25 février 1999 dans le gouvernorat de Gharbeya (Égypte) est une triathlète professionnelle, double championne d'Égypte de triathlon distance olympique. Elle est médaillée d'or lors des Jeux africains de 2019.

## Carrière

### Jeunesse
Basmla Elsalamoney débute la natation à l'âge de 5 ans en 2004 et commence de participer à des compétitions six ans plus tard. Sur les conseils de son entraîneur, qui l'oriente vers la pratique du triathlon en février 2016, elle décide de se tourner vers le triple effort. Deux ans plus tard, elle est sacrée championne d'Afrique juniors de triathlon.

### Carrière en triathlon
En 2018, lors de la première coupe d'Afrique de triathlon organisée à Dakar, Basmla est 2e en 1 h 10 min 55 s derrière l'Irlandaise Carolyn Hayes,. Le 4 mai 2019 elle est victime d'un accident de vélo alors qu'elle s'entraînait pour une compétition importante le championnat d'Afrique trois semaines plus tard. Avec l'aide du ministère de la Jeunesse et des Sports, elle a subi une intervention chirurgicale, une arthroscopie et une résection du cartilage partiel. À cette époque, certains de son entourage pensaient qu'elle ne pourrait plus jamais concourir. Basmla a suivi un programme de rééducation intensif et a repris les entraînements au cours de la dernière semaine de juillet 2019, toutes ces difficultés lui ont donné une détermination plus forte. Un mois plus tard, elle réussit à remporter les Jeux africains de 2019. Ce résultat l'incite d'essayer de revenir vers sa meilleure forme. Lors des Jeux africains de 2019, elle remporte la médaille d'or de la course féminine en 1 h 07 min 34 devant les Zimbabwéennes Laurelle Brown et Andie Kuipers. 
En 2021, le rêve de Basmla s'est réalisé lorsqu'elle a réussi à se qualifier pour Tokyo 2020 et est devenue la première Égyptienne à participer au triathlon des Jeux olympiques.

### Vie privée
En 2019 Basmla étudiait en quatrième année, la médecine dentaire à la faculté de médecine de l'Université Ain Shams au Caire en Égypte, en essayant autant que possible d'équilibrer ses études et sa formation.

## Palmarès
Le tableau présente les résultats les plus significatifs (podium élite) obtenus sur le circuit national et international de triathlon depuis 2017,.
| Année | Compétition                                | Pays    | Position           | Temps           |
| ----- | ------------------------------------------ | ------- | ------------------ | --------------- |
| 2021  | Championnats d'Afrique de triathlon        | Égypte  | Médaille de bronze | 2 h 17 min 57 s |
| 2021  | Championnats d'Afrique en relais mixte     | Égypte  | Médaille d'argent  | 1 h 36 min 26 s |
| 2019  | Jeux africains                             | Maroc   | Médaille d'or      | 1 h 7 min 33 s  |
| 2019  | Coupe d'Afrique : étape de Dakar           | Sénégal | Médaille d'argent  | 1 h 6 min 23 s  |
| 2019  | Coupe d'Afrique : étape de Charm el-Cheikh | Égypte  | Médaille de bronze | 1 h 17 min 23 s |
| 2018  | Coupe d'Afrique : étape de Dakar           | Sénégal | Médaille d'argent  | 1 h 10 min 54 s |

| Année | Compétition                              | Pays   | Position      | Temps           |
| ----- | ---------------------------------------- | ------ | ------------- | --------------- |
| 2021  | Championnat d’Égypte de triathlon sprint | Égypte | Médaille d'or | 51 min 43 s     |
| 2020  | Championnat d’Égypte de triathlon        | Égypte | Médaille d'or | 2 h 11 min 55 s |
| 2020  | Championnat d’Égypte de triathlon sprint | Égypte | Médaille d'or | 58 min 38 s     |
| 2019  | Championnat d’Égypte de triathlon        | Égypte | Médaille d'or | 1 h 57 min 17 s |
| 2019  | Championnat d’Égypte de triathlon sprint | Égypte | Médaille d'or | 1 h 15 min 55 s |
| 2018  | Championnat d’Égypte de triathlon sprint | Égypte | Médaille d'or | 1 h 9 min 6 s   |
| 2017  | Championnat d’Égypte de triathlon sprint | Égypte | Médaille d'or | 1 h 13 min 19 s |